# Aktionsbündnis Mittelhessen
Das Aktionsbündnis Mittelhessen (ABM) war eine neonazistische Gruppe in Hessen.
Es trat im Frühjahr 2003 erstmals mit Internetseiten in Erscheinung. In der Selbstdarstellung hieß es, dass sich das Bündnis als Teil des „Nationalen Widerstandes“ begreife und dass sich ihm zahlreiche sogenannte Freie Kameradschaften aus Mittelhessen angeschlossen hätten. Auch das „Volkstreue Komitee für gute Ratschläge“ tauchte hier wieder auf, das bereits durch Demonstrationen in Marburg und Gladenbach auf sich aufmerksam gemacht hatte. Die Teilnehmer dieser Demonstrationen setzten sich aus Mitgliedern der militanten „Sauerländer Aktionsfront“ (SAF) bis hin zu in der NPD, deren Jugendorganisation JN (Junge Nationaldemokraten) und den „Republikanern“ aktiven Personen zusammen.
Ende 2004 löste sich die Vereinigung selbst auf, um einem Verbot durch das hessische Innenministerium zuvorzukommen.

## Aktivitäten des ABM
Das ABM organisierte und führte mehrere Großdemonstrationen in Gladenbach und Marburg mit bis zu 500 Neonazis durch, was dazu führte, dass zeitweilig mehrere hundert Polizeibeamte in Großeinsätzen zeitgleich an mehreren Orten im Einsatz waren, da das ABM über mehrere größere private Anwesen in Mittelhessen verfügte. Als weiterer Veranstaltungsort des ABM wurde der mittelhessische Ort Kirtorf bekannt: Dort führte das ABM fast wöchentlich szeneinterne Konzerte mit bis zu 1000 Teilnehmern durch. Nachdem ein Reporter im Jahr 2004 bei einer Neonazifeier verdeckt Straftaten gefilmt hatte, was einige Tage später bundesweit in einer ARD-Reportage „Kontraste“ ausgestrahlt wurde, verboten die zuständigen Behörden jegliche Musikveranstaltungen und Versammlungen auf dem privaten Anwesen. Außerdem wurden mehrere Durchsuchungen bei Neonazis in Mittelhessen durchgeführt, wo umfangreiches Propagandamaterial und Waffen sichergestellt wurden.

## Fortsetzung der Aktivitäten trotz Auflösung
Das ABM ist trotz seiner offiziellen Auflösung auch weiterhin als Gruppe mit einer geschätzten mobilisierbaren Personenanzahl von 35 Aktivisten (laut Verfassungsschutz, siehe hessischer Verfassungsschutzbericht 2005) und einem großen jugendlichen Sympathisantenumfeld aktiv. Sie werden durch den polizeilichen Staatsschutz beobachtet.
Seit der Auflösung im Jahr 2004 treten ehemalige Mitglieder im Raum Marburg in Mittelhessen als Autonome Nationalisten in Erscheinung.